# Навчальна відеогра
Навчальні відеоігри  — відеоігри, розроблювані для навчання людей будь-якого віку наданням інформації стосовно якогось об'єкту чи об'єктів, зміни уявлень про ці об'єкти, популяризації ідей та концептів, навчання або допомоги у вивченні якихось навичок. Навчальні відеоігри у процесі гри можуть познайомити дитину з тваринним світом або навчити рахувати, а дорослому допомогти вивчити іноземну мову чи розказати про якісь політичні події, наприклад вибори президента. 

## Типи навчальних відеоігор
Визначають два типи навчальних відеоігор:
- Гейміфікація (англ. gamification) — використання ігрових елементів в комп'ютерній грі для заохочення або мотивування до навчання;
- Ігрове навчання (англ. game-based learning) —  навчання, яке повністю базується на віртуальній грі.[1]

## Різновиди навчальних відеоігор
- За віком: для дітей, для підлітків, для дорослих.

- За предметом навчання: вивчення мов, екологія, математика, астрономія, медицина, і т.д.

- За виміром реальності: звичайні відеоігри, відеоігри віртуальної та доданої реальності.[2]
- За професією (моделювання реальних ситуацій, формування навичок): пілотування літака, водіння автомобіля і т.д.[2]

## Основні принципи в навчальних відеоіграх
Навчання є ефективним тоді, коли поєднує: особисті інтереси, осмислені взаємовідносини і реальні можливості.  Коли навчання в реальності не здається достовірним, навчання в умовах віртуальної реальності здається більш цікавим.
Основні принципи навчальних відеоігор:
- Безпечність для здоров'я та психіки людини;
- Гра є вільною, ніхто не примушує людину грати;[4]
- Наявність конкретної мети та очікуваного результату;
- Спільна гра, як функція, посилює соціальну та культурну взаємодію.[1]

## Технічні особливості
Важливою частиною навчальної гри є зручний та зрозумілий інтерфейс, легкість інсталяції або можливість грати без неї. Якщо гра призначена для браузерів та гри по інтернету, важливою є сумісність з популярними браузерами.
Для гри у віртуальній та доповненій реальності потрібні додаткові програми, які сумісні з ПК та екіпіровка геймера.

## Особливості ігрового дизайну
Так само як і в навчальній літературі та відео, у відеоіграх часто використовуються персонажі-викладачі, помічники та аватари. Наприклад, гравець може взяти на себе роль казкового персонажа, або таким персонажем буде помічник. Персонажами також можуть виступати відомі історичні особи, тварини, герої мультфільмів та художніх творів.